# Coppa del Mondo giovani di slittino 2007
La Coppa del Mondo giovani di slittino 2006/2007 fu la decima edizione del circuito mondiale dello slittino relativo alla categoria giovani, manifestazione organizzata annualmente dalla FIL; iniziò il 28 novembre 2006 a Winterberg in Germania e si concluse il 13 gennaio 2007 a Schönau am Königssee in Germania e si svolse in contemporanea alla medesima competizione riservata agli juniores. Si disputarono dieci gare: cinque prove nel singolo donne ed altrettante nel singolo uomini in quattro differenti località.
Le coppe di cristallo, trofeo conferito ai vincitori del circuito, furono assegnate alla tedesca Daniela Schwab per quanto concerne il singolo donne ed al connazionale Kevin Weihs nel singolo uomini.

## Calendario
| Tappa  | Località             | Pista                           | Data                | Singolo | Singolo |
| Tappa  | Località             | Pista                           | Data                | Donne   | Uomini  |
| ------ | -------------------- | ------------------------------- | ------------------- | ------- | ------- |
| 1      | Winterberg           | Eisarena Winterberg             | 28–29 novembre 2006 | ●       | ●       |
| 2      | Winterberg           | Eisarena Winterberg             | 1º–2 dicembre 2006  | ●       | ●       |
| 3      | Oberhof              | Pista di Oberhof                | 8 dicembre 2006     | ●       | ●       |
| 4      | Innsbruck            | Olympia Eiskanal Innsbruck-Igls | 15–16 dicembre 2006 | ●       | ●       |
| 5      | Schönau am Königssee | Eisarena Königssee              | 12–13 gennaio 2007  | ●       | ●       |
| Totale | Totale               | Totale                          | Totale              | 5       | 5       |

## Risultati

### Singolo donne
| Data             | Località             | Nazione  | Prima classificata        | Seconda classificata      | Terza classificata            | RU    |
| ---------------- | -------------------- | -------- | ------------------------- | ------------------------- | ----------------------------- | ----- |
| 28 novembre 2006 | Winterberg           | Germania | Dajana Eitberger Germania | Daniela Schwab Germania   | Tat'jana Ivanova Russia       | [ 1 ] |
| 1º dicembre 2006 | Winterberg           | Germania | Daniela Schwab Germania   | Dajana Eitberger Germania | Andrea Metzenleitner Germania | [ 2 ] |
| 8 dicembre 2006  | Oberhof              | Germania | Daniela Schwab Germania   | Dajana Eitberger Germania | Tat'jana Ivanova Russia       | [ 3 ] |
| 15 dicembre 2006 | Innsbruck            | Austria  | Daniela Schwab Germania   | Dajana Eitberger Germania | Andrea Metzenleitner Germania | [ 4 ] |
| 12 gennaio 2007  | Schönau am Königssee | Germania | Daniela Schwab Germania   | Dajana Eitberger Germania | Andrea Metzenleitner Germania | [ 5 ] |

### Singolo uomini
| Data             | Località             | Nazione  | Primo classificato    | Secondo classificato       | Terzo classificato         | RU    |
| ---------------- | -------------------- | -------- | --------------------- | -------------------------- | -------------------------- | ----- |
| 29 novembre 2006 | Winterberg           | Germania | Kevin Weihs Germania  | Georgij Talipov Russia     | Robert Huerbin Stati Uniti | [ 6 ] |
| 2 dicembre 2006  | Winterberg           | Germania | Kevin Weihs Germania  | Tristan Walker Canada      | Ralf Palik Germania        | [ 7 ] |
| 8 dicembre 2006  | Oberhof              | Germania | Martin Kunze Germania | Georgij Talipov Russia     | Ralf Palik Germania        | [ 8 ] |
| 16 dicembre 2006 | Innsbruck            | Austria  | Kevin Weihs Germania  | Robert Huerbin Stati Uniti | Ralf Palik Germania        | [ 9 ] |
| 13 gennaio 2007  | Schönau am Königssee | Germania | Ralf Palik Germania   | Robert Huerbin Stati Uniti | Kevin Weihs Germania       | [ 5 ] |

## Classifiche

### Singolo donne
| Pos. | Nome                 | Nazione     | Risultati ottenuti | Risultati ottenuti | Risultati ottenuti | Risultati ottenuti | Risultati ottenuti | Punti totali |
| Pos. | Nome                 | Nazione     | WIN-1              | WIN-2              | OBE                | INN                | KÖN                | Punti totali |
| ---- | -------------------- | ----------- | ------------------ | ------------------ | ------------------ | ------------------ | ------------------ | ------------ |
| 1    | Daniela Schwab       | Germania    | 2                  | 1                  | 1                  | 1                  | 1                  | 485          |
| 2    | Dajana Eitberger     | Germania    | 1                  | 2                  | 2                  | 2                  | 2                  | 440          |
| 3    | Tat'jana Ivanova     | Russia      | 3                  | 4                  | 3                  | 4                  | 4                  | 320          |
| 4    | Andrea Metzenleitner | Germania    | 7                  | 3                  | 4                  | 3                  | 3                  | 316          |
| 5    | Agnese Koklača       | Lettonia    | 9                  | 8                  | 5                  | 6                  | N/D                | 186          |
| 6    | Arianne Jones        | Canada      | 8                  | DNF                | 7                  | 11                 | 6                  | 172          |
| 7    | Carolyn McCann       | Stati Uniti | 4                  | 6                  | DSQ                | 5                  | N/D                | 165          |
| 8    | Stefanie Kaser       | Italia      | 10                 | 12                 | 9                  | 7                  | N/D                | 153          |
| 9    | Mona Wabnigg         | Austria     | 5                  | 7                  | –                  | 10                 | N/D                | 137          |
| 10   | Anastasija Polusytok | Ucraina     | 14                 | 14                 | 8                  | 12                 | N/D                | 130          |

### Singolo uomini
| Pos. | Nome                  | Nazione     | Risultati ottenuti | Risultati ottenuti | Risultati ottenuti | Risultati ottenuti | Risultati ottenuti | Punti totali |
| Pos. | Nome                  | Nazione     | WIN-1              | WIN-2              | OBE                | INN                | KÖN                | Punti totali |
| ---- | --------------------- | ----------- | ------------------ | ------------------ | ------------------ | ------------------ | ------------------ | ------------ |
| 1    | Kevin Weihs           | Germania    | 1                  | 1                  | 4                  | 1                  | 3                  | 430          |
| 2    | Ralf Palik            | Germania    | 10                 | 3                  | 3                  | 3                  | 1                  | 346          |
| 3    | Robert Huerbin        | Stati Uniti | 3                  | 7                  | 9                  | 2                  | 2                  | 325          |
| 4    | Georgij Talipov       | Russia      | 2                  | 4                  | 2                  | 10                 | N/D                | 266          |
| 5    | Martin Kunze          | Germania    | 8                  | 6                  | 1                  | 4                  | N/D                | 252          |
| 6    | Tristan Walker        | Canada      | 5                  | 2                  | 8                  | 9                  | DNF                | 221          |
| 7    | Stefan Rath           | Canada      | 7                  | 9                  | 5                  | 8                  | DNF                | 182          |
| 8    | David Schweiger       | Austria     | 9                  | 8                  | 10                 | 7                  | N/D                | 163          |
| 9    | Semën Pavličenko      | Russia      | 6                  | 5                  | 16                 | 26                 | N/D                | 145          |
| 10   | Julian von Schleinitz | Germania    | 19                 | 10                 | 6                  | 12                 | N/D                | 140          |